# Automne
L'Automne è un fiume francese che scorre nel dipartimento dell'Aisne e dell'Oise. Esso è un affluente della riva sinistra dell'Oise che vi confluisce a Verberie e quindi affluente della Senna. Il suo nome non deriva dal termine francese "automne" (autunno), ma dalla forma antica Altona.

## Geografia
L'Automne nasce fra Villers-Cotterêts e Pisseleu a circa 110 m d'altitudine e si immette nell'Oise a circa 30 m di quota. Scorre da est ad ovest attraverso i dipartimenti dell'Aisne e dell'Oise. Ha una lunghezza di 35 km e una portata media di 2,11 m³/s a Saintines.
Il suo bacino ospita 46.000 abitanti circa, ed è prevalentemente coperto da grandi colture di cereali; l'Automne è anche molto pescoso e nelle sue acque si trovano varie specie di trote.
La valle propone un patrimonio architettonico particolarmente ricco: 35 chiese o abbazie romane o gotiche, oltre che dei mulini ad acqua oggi abbandonati.
Portata media mensile (in m³/s) misurata alla stazione idrologica di Saintines - calcolata su osservazione di 41 anni: